# 椿園
椿園株式会社（つばきえん）は、愛知県稲沢市祖父江町に本店を置く、椿の樹木生産・販売と養蜂業を主とする企業。
創業は1948年（昭和23年）。400種以上の椿を栽培し、年間5万本の苗木を出荷している。